# Youyang
Youyang, tidigare stavat Yuyang, är ett autonomt härad för tujia- och miao-folken. Det ligger i Chongqings storstadsområde i sydvästra Kina.
Youyang tillhörde tidigare Sichuan-provinsen, men överfördes till Chongqing när staden fick provinsstatus 1997.

## Administrativ indelning
Häradet är indelat i två stadsdelsdistrikt, 19 köpingar och 18 socknar.
Stadsdelsdistrikt (jiedao):

- Taohuayuan (桃花源街道)
- Zhongduo (钟多街道)

Köpingar (zhen):

- Banxi (板溪镇)
- Cangling (苍岭镇)
- Daxi (大溪镇)
- Dingshi (丁市镇)
- Ganxi (泔溪镇)
- Gongtan (龚滩镇)
- Heishui (黑水镇)
- Lixi (李溪镇)
- Longtan (龙潭镇)
- Mawang (麻旺镇)
- Nanyaojie (南腰界镇)
- Tonggu (铜鼓镇)
- Tushi (涂市镇)
- Wanmu (万木镇)
- Wufu (五福镇)
- Xiaohe (小河镇)
- Xinglong (兴隆镇)
- Youchou (酉酬镇)
- Youshuihe (酉水河镇)

Socknar (xiang):

- Banqiao (板桥乡)
- Chetian (车田乡)
- Guanqing (官清乡)
- Houping (后坪乡)
- Huatian (花田乡)
- Keda (可大乡)
- Langping (浪坪乡)
- Liangzeng (两罾乡)
- Maoba (毛坝乡)
- Miaoxi (庙溪乡)
- Muye (木叶乡)
- Nanmu (楠木乡)
- Pianbai (偏柏乡)
- Qingquan (清泉乡)
- Shuangquan (双泉乡)
- Tianguan (天馆乡)
- Yiju (宜居乡)
- Yudi (腴地乡)